# قوسية الخلية
قوسية الخلية (الاسم العلمي: Arcicella) هي جنس من البكتيريا، سلبية الغرام، تتبع فصيلة لاغفات.

## أصنوفات
الأصنوفات الأدنى لهذا الكائن:
- كود سباركل
- تحديث القائمة

نوع:قوسية الخلية برتقالية اللون 
اسم علمي: Arcicella aurantiaca

نوع:قوسية الخلية مائية 
اسم علمي: Arcicella aquatica

نوع:Arcicella rigui 
اسم علمي: Arcicella rigui

نوع:Arcicella rosea 
اسم علمي: Arcicella rosea